# 왕번
왕번(王蕃, 228년 ~ 266년)은 중국 삼국 시대 오나라의 정치가이다. 자는 영원(永元)이다. 오나라의 3대 황제 손휴와 4대 황제 손호를 섬겼다. 266년 손호가 잔치를 열었을 때 그가 만취하여 엎드려 있자, 분노한 손호는 왕번을 처형했으며 향년 39세였다.

## 같이 보기
- 삼국지 인물 목록